# Église Saint-Saturnin de Moulis-en-Médoc
Pour les articles homonymes, voir Église Saint-Saturnin.
L'église Saint-Saturnin est une église romane située à Moulis-en-Médoc, dans le département de la Gironde, en France.

## Historique
Elle s'élève sur un site paléo-chrétien et constitue un très bel exemple d'art roman. Cette église est citée pour la première fois en 1268 dans les Recognitiones feodorum in Aquitania, textes administratifs du duc d'Aquitaine, alors roi d'Angleterre.
L'édifice est classé au titre des monuments historiques par la liste de 1846.

## Description
L'église Saint-Saturnin

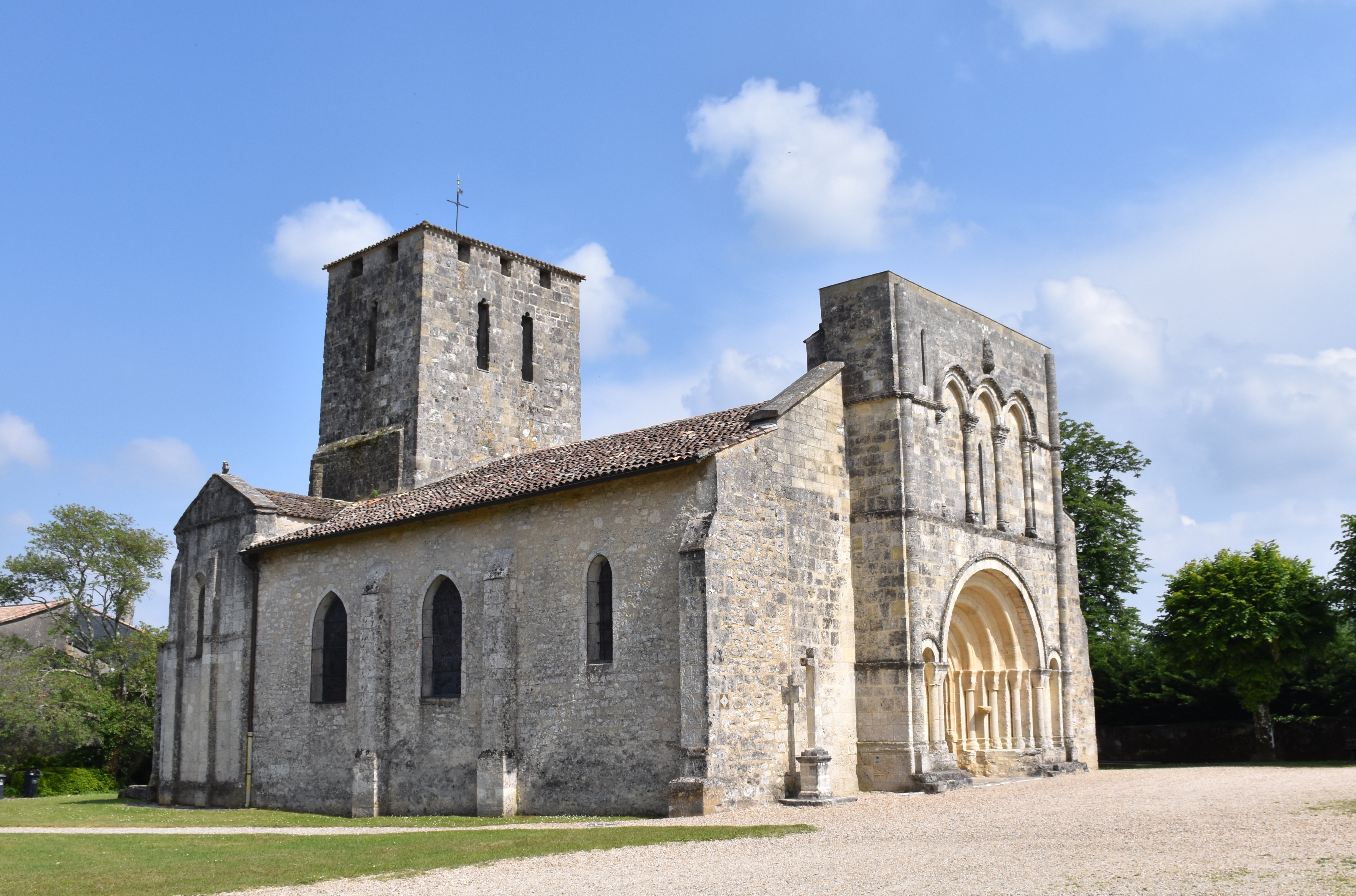
Vue latéral de l'église.
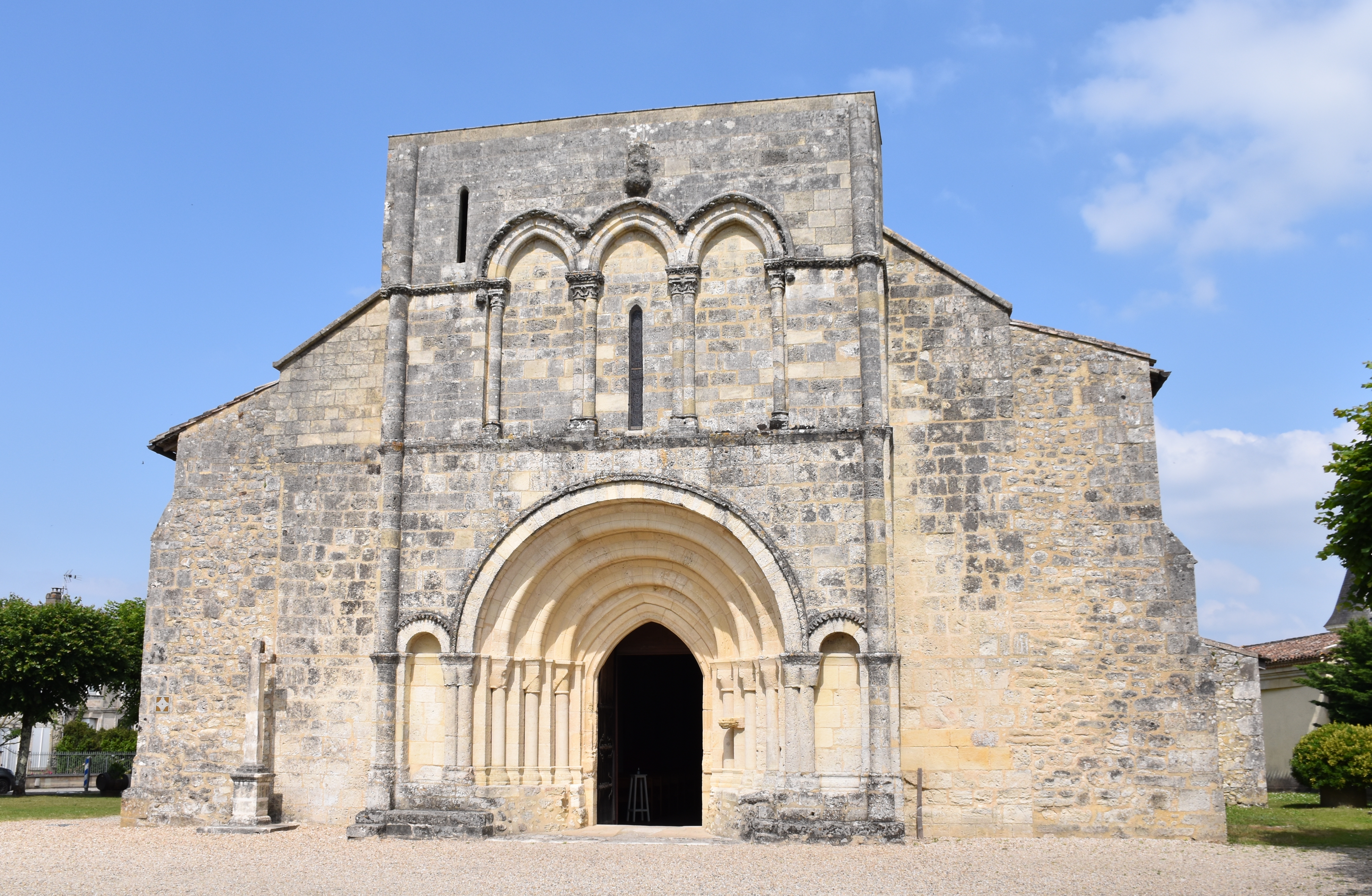
La façade.
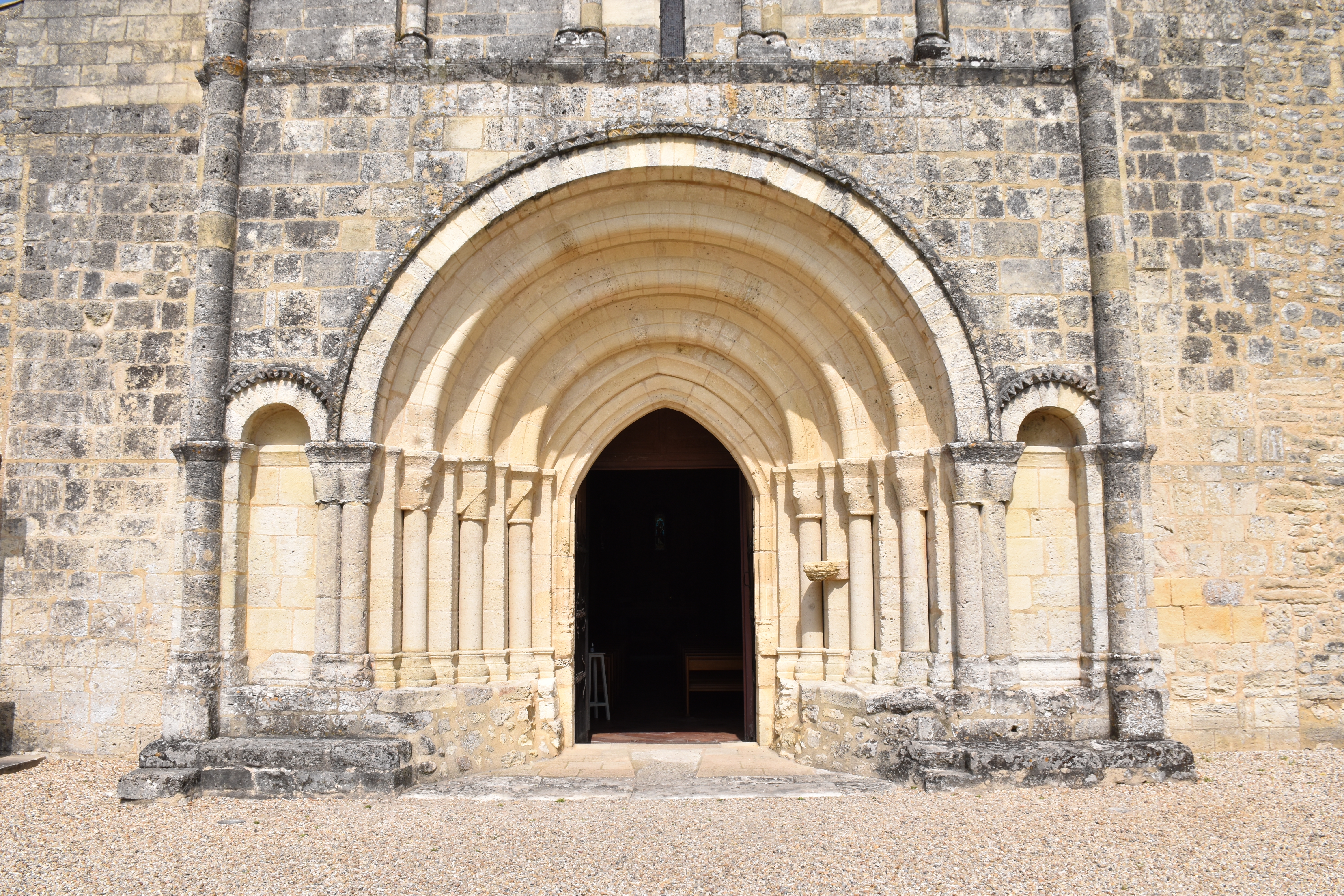
Le portail de style roman.
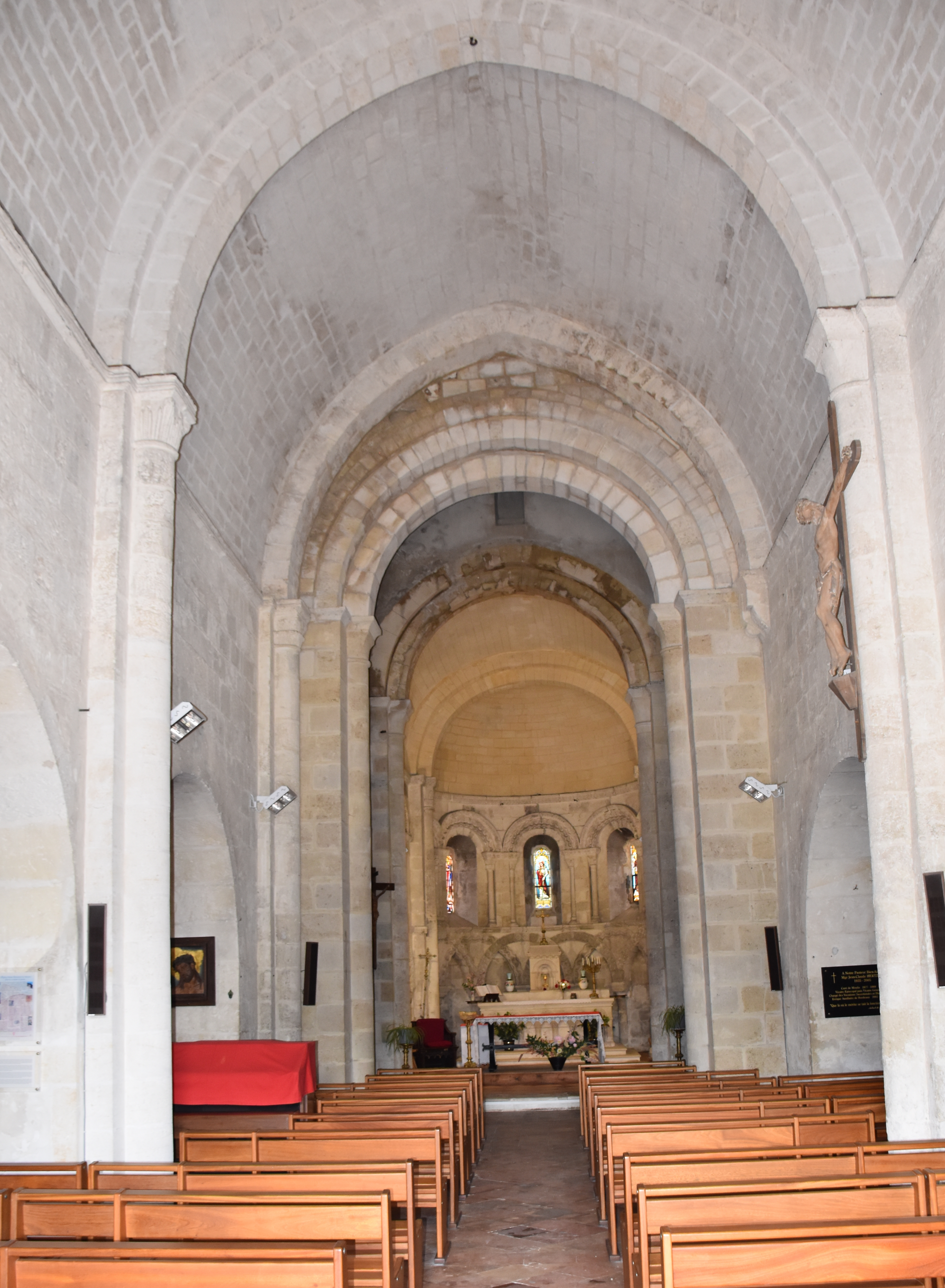
La nef.
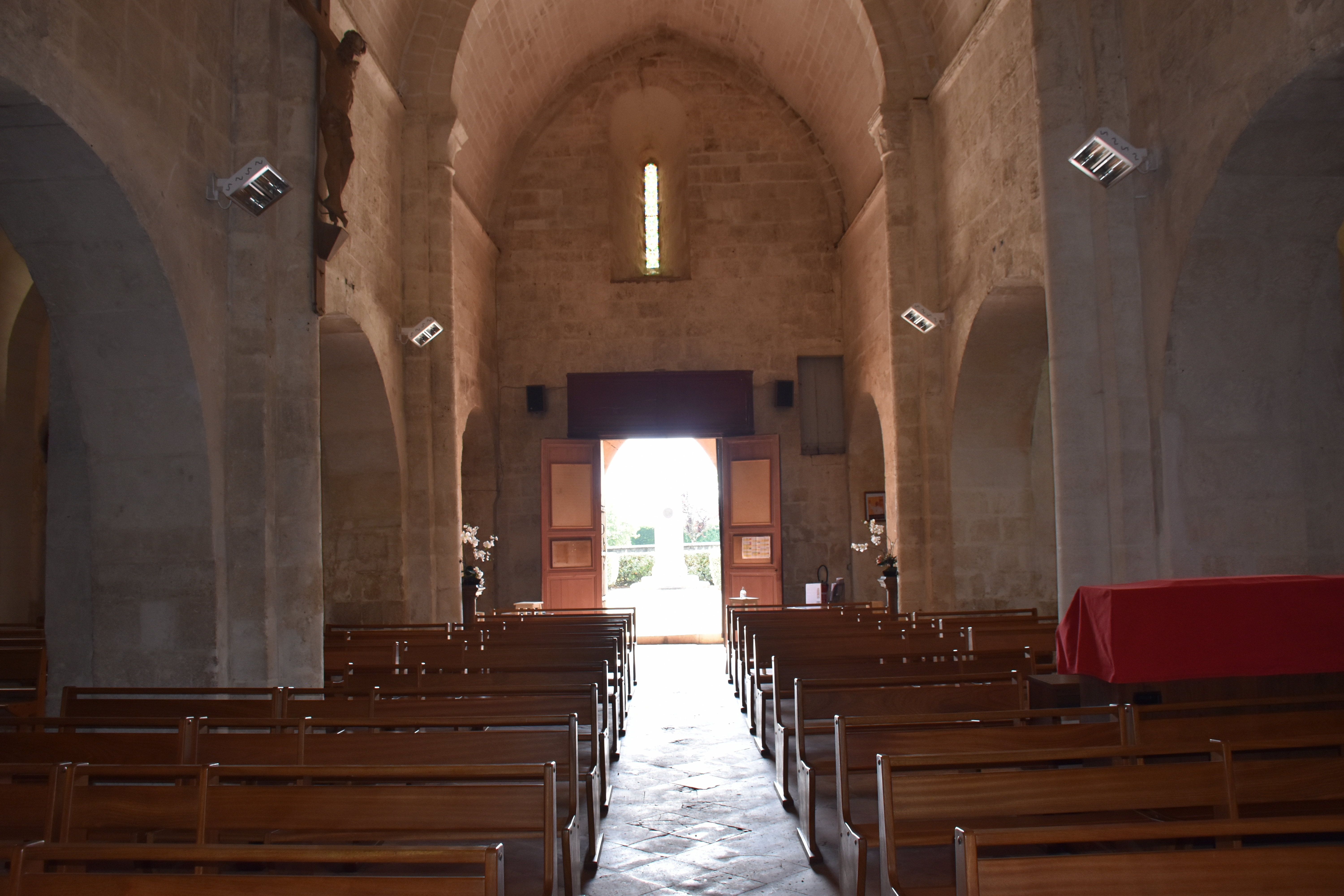
La nef côté porche.
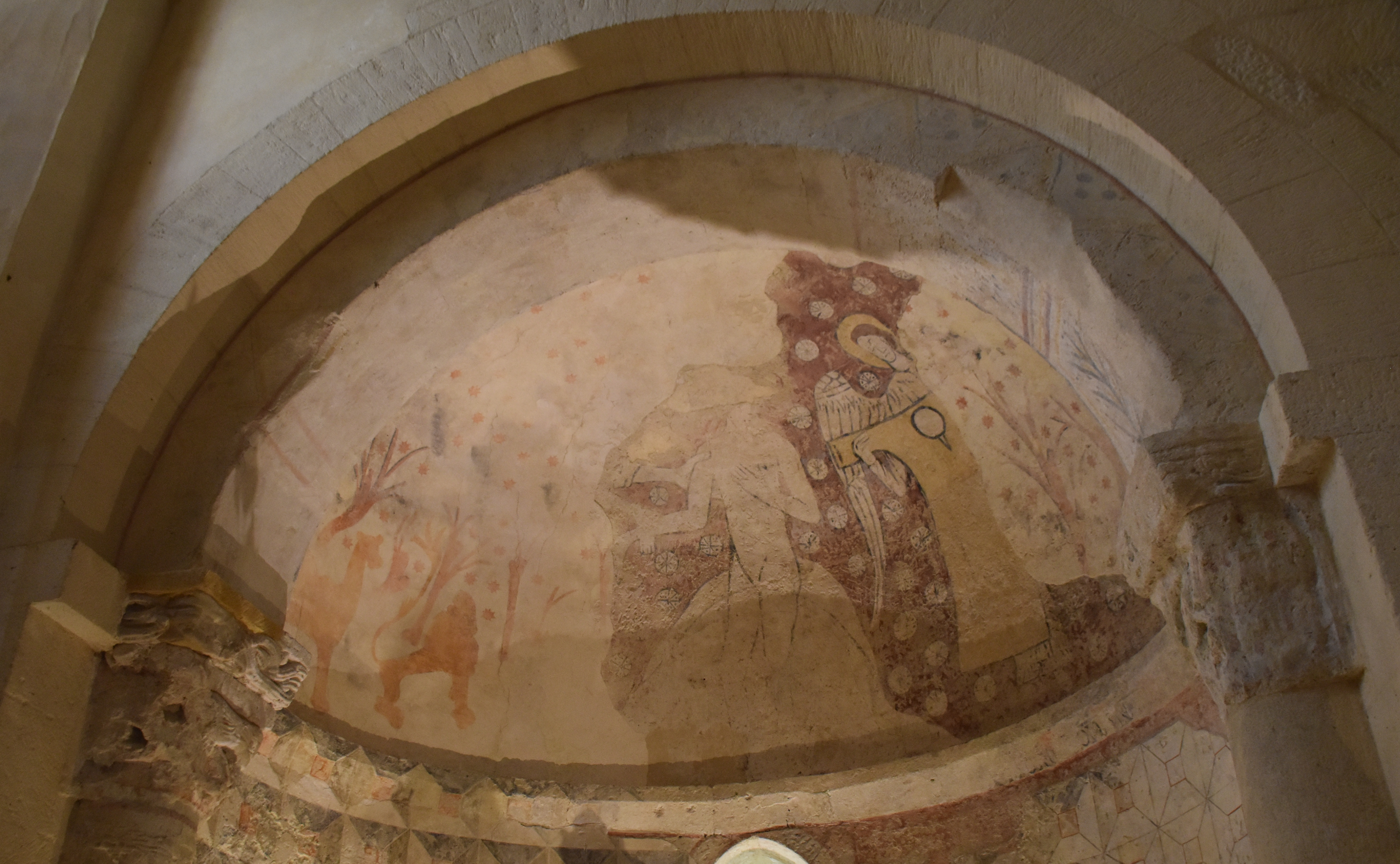
Les fresques.
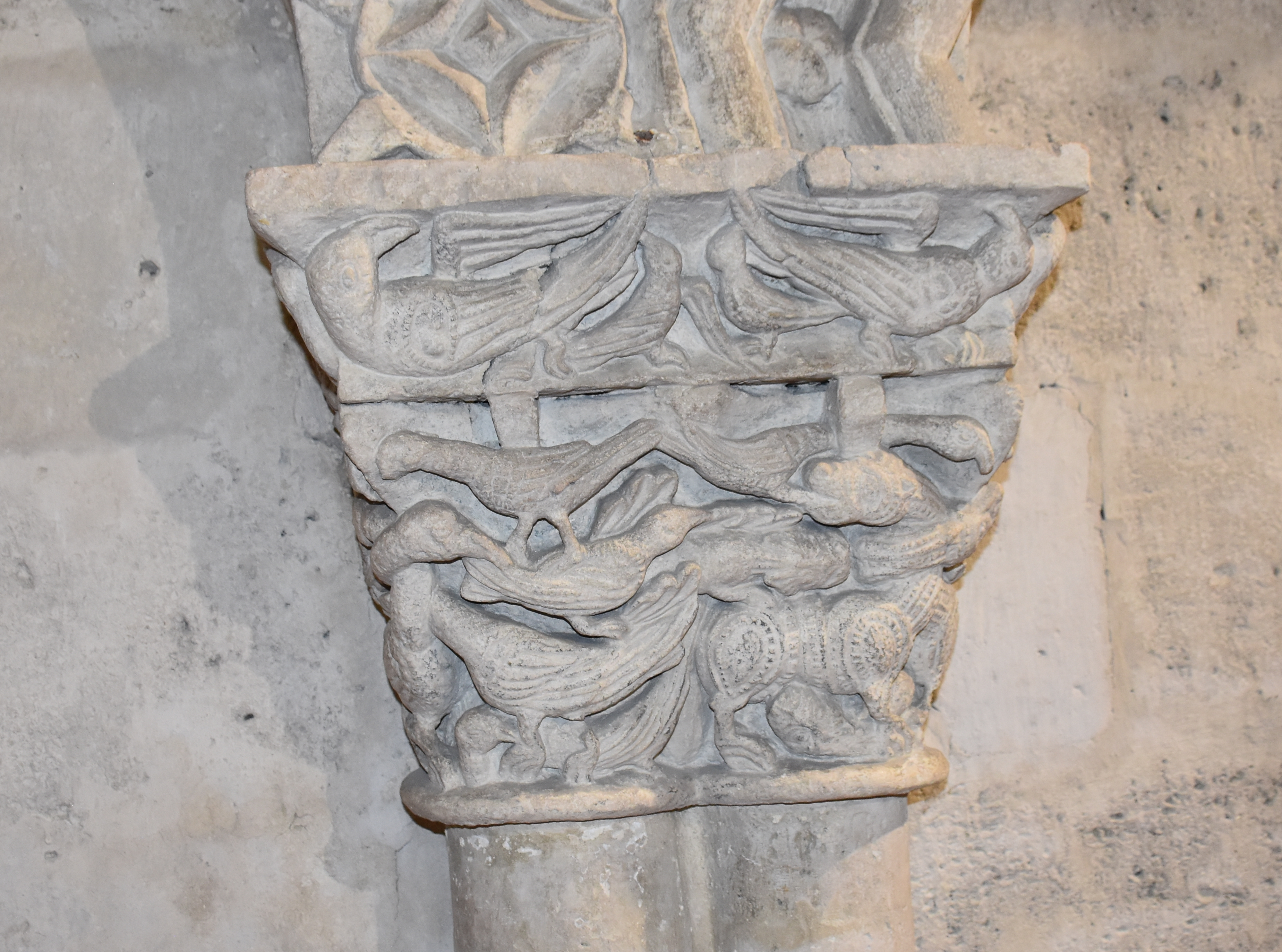
Détail des sculptures d'un chapiteau.